# 披克索达洛司
披克索达洛司（希腊语：Πιξώδαρoς；前340－前335年统治），是一个卡里亚统治者、名义上的波斯总督，由于他前任Hecatomnids家族的强势位置，他享有国王和王朝的地位。Hecatomnids接替遭到暗杀的卡里亞总督Tissaphernes。

## 传记
他是赫卡托姆努斯的三个儿子中最小的一个，他们都拥有过祖国的主权。披克索达洛司通过驱逐他的妹妹阿达获得了王位，阿达是他们兄弟伊德里乌斯的遗孀，她曾与她共同统治过卡里亚。他在没有反对的情况下统治了卡里亚四年，公元前340-334年。他培养了与波斯的友谊，将他的女儿阿达嫁给了一个名叫Orontobat的波斯人，他甚至似乎承认他在有生之年分享了主权。。